# Kawwana – Kirche des Neuen Aeon

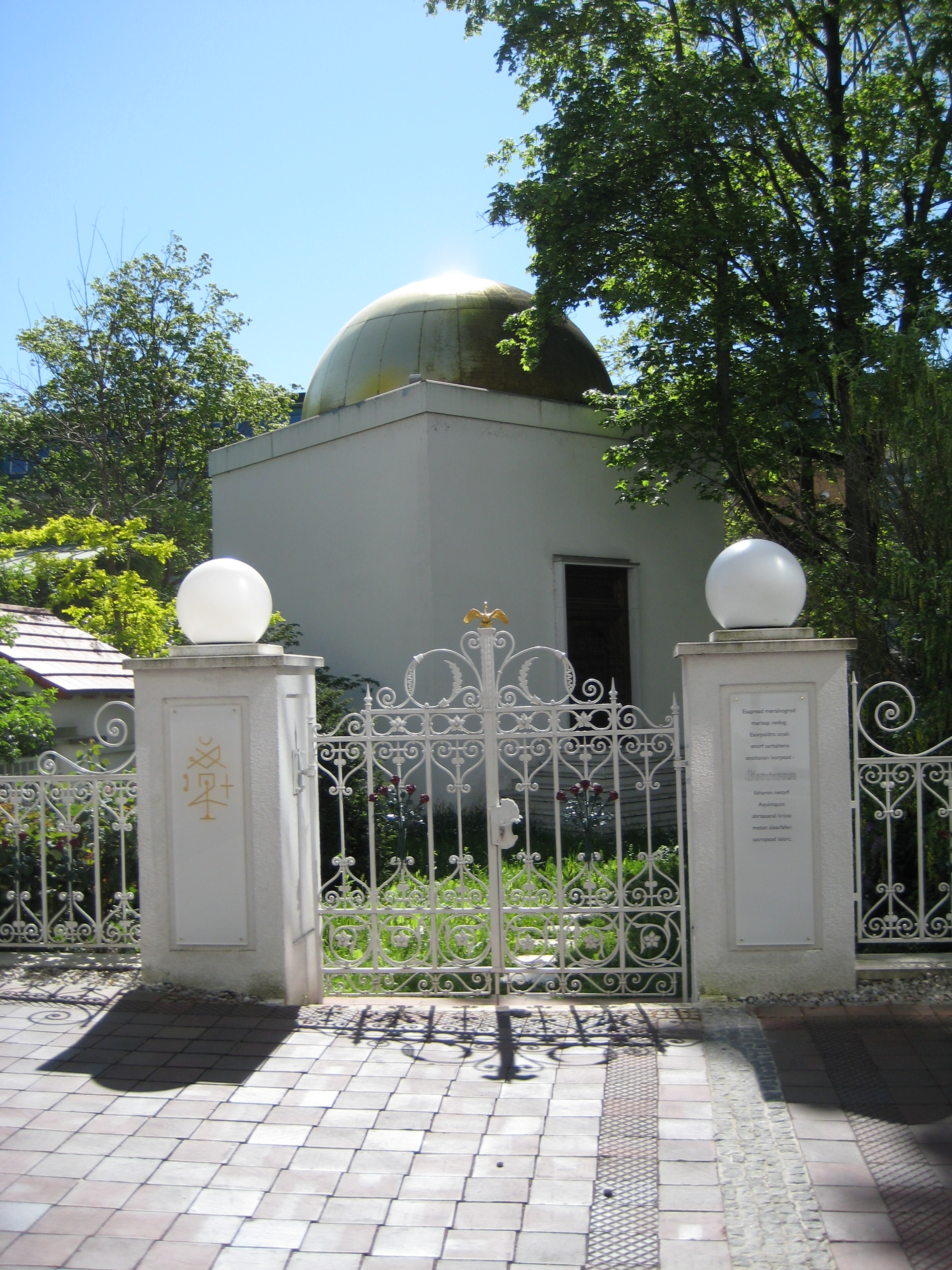
Ehemaliger Tempel der Kawwana – Kirche des Neuen Aeons an der Klenzestraße in München

Kawwana – Kirche des Neuen Aeons war eine esoterisch-gnostische neue religiöse Bewegung.

## Geschichte
Ihre öffentliche Geschichte begann 1996 mit dem Eintrag ins Vereinsregister beim Amtsgericht München und endete am 6. Januar 2003, als der im Dezember 2010 verstorbene Vicarius Thorwald Dethlefsen auf der Epiphanias-Veranstaltung erklärte, die Kirche habe ihren Auftrag weithin erfolgreich erfüllt und sei darum aus der Welt Assiah in die höhere Welt Briah versetzt worden.
Zwischen 1999 und 2003 führte die Kawwana-Kirche unter der Leitung des Vicarius Dethlefsen mit etwa 40 engeren Mitarbeitern insgesamt neun halböffentliche Veranstaltungen durch, sieben in München, zwei in Wien. Es nahmen zwischen 300 und 900 angemeldete Gäste und einige spontane Besucher teil. Schätzungsweise mindestens 1000 Personen traten mit der Symmachia, einem Tauf-Ritual, der Kirche bei und bleiben ihr auch nach 2003 verbunden.
1998 errichtete die Kirche einen Tempel des Höchsten Gottes in einem Münchner Hinterhof am Gärtnerplatz. Dieser wurde im Frühsommer 2009 abgerissen.
Der Plan der Kirche, ein großes Gemeindezentrum in München in einer alten Fabrikanlage an der Plinganserstraße zu etablieren, scheiterte an Verwaltungsauflagen.

## Traditionen und Vorgeschichte
Die Kabbalah nach Isaak Luria ist eine Hauptquelle der Kawwana-Kirche. Thorwald Dethlefsen sagte: „Ich bin kein Guru, ich habe einen Guru.“ Dieser sei Luria, von dem zeitweise auf der Kawwana-Homepage verkündet wurde: „Der Ari lebt!“
Die westliche Esoterik ist eine weitere Quelle. Dethlefsen betätigte sich 1974–90 als Esoterik-Autor und -Lehrer sowie als Reinkarnationstherapeut weit über die deutschsprachigen Länder hinaus. Der Glaube an Reinkarnation, der Umgang mit Symbolen, Astrologie, Alchemie, Tarot, Magie gehören zu den Grundlagen der Kirche, ebenso das Polaritätsgesetz oder das Resonanzprinzip.
Der Mythos spielt von jeher eine große Rolle für Dethlefsen. 1989 erschien sein Werk „Ödipus, der Rätsellöser“, eine Auseinandersetzung mit dem Mythos-Begriff in seiner Beziehung zu Kult, Religion und griechischer Tragödie. Die Tragödie versteht Dethlefsen als Kult, der eine kollektive Psychotherapie durch die Katharsis bewirkt.
Die Kawwana-Kirche ist als solche ein neuer Mythos. Ihre Ausdrucksweisen und Dogmen sind mythisch. Ihre Rituale stellen Dramatisierungen von Mythen dar. Das eher abstrakt-philosophische Denken der Esoterik tritt nun zurück zugunsten von mythologischen Personalisierungen. Es heißt nun nicht mehr, Gott sei der All-Eine, das Tao, sondern Er ist einerseits En-Sof, andererseits offenbart er sich als „Der Höchste Gott“ auf der Suche nach seiner verlorenen „Schechinah“. Statt von „Gut und Böse“ ist nun vom „Schattengott Jaldabaoth“, 555 Teufeln und dem „Todesbaum“ als Gegenspielern des „Lebensbaumes“ die Rede.
Einfluss auf die Kawwana-Kirche hat Dethlefsens Beziehung zum Wahlschweizer Oskar Rudolf Schlag, der ab 1930 als angebliches Medium eines Geistwesens "A." oder "Atma Anupadaka" auftrat. Erst nach Schlags Tod 1990 begann man mit der Publikation der Atma-Protokolle. Schlag äußert sich dort im Namen Atmas zu sämtlichen Fragen esoterischer Philosophie, v. a. Tarot, Zahlensymbolik, östliche Weisheit, Yoga, griechische Mythen, Initiationen. Das Chrysaor-Ritual, die vier Jahreszeitenfeste und das Avatar-Dogma basieren besonders deutlich auf Schlag als Quelle einer Neuoffenbarung.

## Dogma
Dethlefsen referierte die Kawwana-Lehre 1999/2000 bei seiner „Dogma“-Trilogie von insgesamt rund zwölf Stunden Dauer. Dabei entfaltete er ein höchst komplexes System, das in den „Elf Grundpfeilern“ kristallisierte:
1. Der Höchste Gott (Er offenbart sich, relevant sind v. a. der Impuls an die Juden von Abraham bis Luria und nun die Kawwana-Kirche, sowie als zweiter Impuls der an die antike griechische Welt im Mythos)
2. Die Schechinah (als weibliche Seite Gottes, Welt, Schechinah-Licht)
3. Der Avatar (als der kommende Gott, der den Narrenweg geht)
4. Magie („Magie ist Leben“)
5. Heilige Lehre
6. Die vier Welten (Assiah, Jetzirah, Briah, Aziluth)
7. Der Rückweg (aus Malkuth in Assiah hinauf zu Aziluth)
8. Das Böse (objektives und subjektives Böses; Jaldabaoth, der Todesbaum)
9. Licht und Wort (Die lichte Seite, der Lebensbaum, Wort ist Licht in anderer Offenbarung)
10. Der Tod (Entscheidungssituation, Gericht, Bardo, eventuelle Reinkarnation)
11. Der Neue Aeon („Der Höchste trat die Königsherrschaft an, näher kam er unserer Welt denn je zuvor. Sein Sohn nahm an des Menschen Kleid…“)

## Ethik
Das Buch „KAWWANA“ (2003) enthält eine Anmerkung zu „Moral“ und eine Ethik der sieben Schritte oder „Transmutationes“.
Die Transmutationsethik ist eine Verantwortungsethik, keine Ethik des Handels, sondern eine Ethik des Seins. Sie überschreitet aber jede Ethik hin zur Mystik:
1. Wandle Gier in Lebensfreude
2. Wandle Angst in Rhythmus
3. Wandle Zweiungstrieb in Liebe
4. Wandle Hybris in Demut
5. Wandle Irrwissenswahn in Weisheit
6. Wandle Welt in Kirche
7. Wandle im Angesicht des Höchsten!

## Rituale und Sakramente
Die Kawwana-Kirche führte gemäß ihrer Konzeption von Alchemie, Kabbalah und Magie bei ihren Großveranstaltungen Rituale durch, die man entweder als passiver Zuschauer auf sich wirken lassen konnte oder als aktiver Adept absolvierte (Initiation).
- „Chrysaor oder die Enthüllung des Gorgonenhauptes“ (Okt. 1999, Dez. 1999, Okt. 2000; Heilige Lehre: Perseus – Mythos nach Oskar Rudolf Schlag, Ritual als Stationenweg durch den Kabbalistischen Lebensbaum, analog zur katholischen Krankensalbung)
- „Dionysikon“ (Okt. 1999, Dez. 1999, Okt. 2000; Weinfest in der Tradition des Dionysos-Kultes)
- „Anabasis“ (Okt. 1999, Dez. 1999, Okt. 2000; Ritual, basierend auf lurianischer Lichtmystik; u. a. werden insgesamt neun Weltreligionen/Konfessionen und 20 Sekten magisch behandelt)
- „Silvester“ 1999/2000 und „Epiphanias“ am 6. Januar 2000 (zum Millennium wird die Herabkunft des Avatars (3. Grundpfeiler) eingeleitet, Gott begegnet seiner Schechinah, der Avatar wird gezeugt. Zitat: „Die Kirche Kawwana ist ein Nest für den Avatar.“)
- „Jahreszeiten-Zyklus“: ein Festkreuz zu den vier Sonnenstandsfesten anno 2002, jeweils mit „Agape“-Sakrament (ausgeteilt wird zum Mahl eine Weinbeere, ein Dionysos-Symbol)
  - Frühlings-Tagundnachtgleiche in Wien: Geburt der Kirche Kawwana, der „Widder“
  - Sommer-Sonnenwende in München: Erwachsenen-Dasein, die „Schechinah“
  - Herbst-Äquinox in Wien: Alter und Tod der Kirche Kawwana, Bardo-Ritual, mit „Symmachia“
  - Winter-Sonnenwende 2002/Epiphanias 6. Januar 2003: Versetzung der Kirche nach Briah (eine Art Himmelfahrt), mit einem Salz-Ritual und Symmachia
- Symmachia: Das Wort bedeutet Mit-Kampf.
  - Es handelt sich um eine Kawwana-Taufe, die den Symmachianten zum Kirchenmitglied initiiert. Die beiden Symmachia-Rituale in Wien und München 2002/2003 nahmen rund 1000 Menschen wahr. Laut Dethlefsen kann nach dem 6. Januar 2003 eine individuelle Symmachia absolviert werden, so dass die Zahl der Mitglieder der Gemeinschaft womöglich gestiegen ist.
  - Zentrales Wort ist ein Schlag-Zitat: „Tat wam asi – Sei ein Schwert!“ Dieses sollte nicht missverstanden werden als Aufforderung zur Militanz, sondern zum Kampf gegen das Böse in sich selbst oder gegen den Bösen (Jaldabaoth, Todesbaum, 8. Grundpfeiler).